# Tamara Nsue
Tamara Nsue Sánchez (Madrid, 8 de julio de 1993) es una cantante española conocida por ser integrante del grupo Sweet California.

## Carrera musical
A sus 17 años de edad, Tamara comenzó a recorrer el mundo de la televisión, donde apareció como cantante en varios programas.
Desde 2016, es cantante en el grupo Sweet California, actualmente integrado por ella misma junto a Sonia Gómez y Alba Reig (entró en el grupo para reemplazar a Rocío Cabrera). Cuentan con más de 100.000 discos vendidos, un MTV EMA a mejor artista español, un premio DIAL de la emisora Cadena DIAL España, dos discos de oro y uno de platino, entre otros.
Ha participado en 3 de los 5 álbumes del grupo, algunos de ellos con reediciones (la información completa puede encontrarse en la página del grupo): 3 (2016), Origen (2018), y Land of the Free (2022). También tienen un álbum recopilatorio: Hits Reloaded (2019).
Han colaborado con otros artistas, tanto en su propio proyecto (Jake Miller, Madcon, Benjamin, Jack & Jack, CD9, Juan Magán, Danny Romero) como en álbumes de otros artistas (Benjamin, Carlos Marco, Benji & Fede, Axel Muñiz).